# Méthode Mézières
 (juin 2016).
Si vous disposez d'ouvrages ou d'articles de référence ou si vous connaissez des sites web de qualité traitant du thème abordé ici, merci de compléter l'article en donnant les références utiles à sa vérifiabilité et en les liant à la section « Notes et références ».
 (octobre 2016).

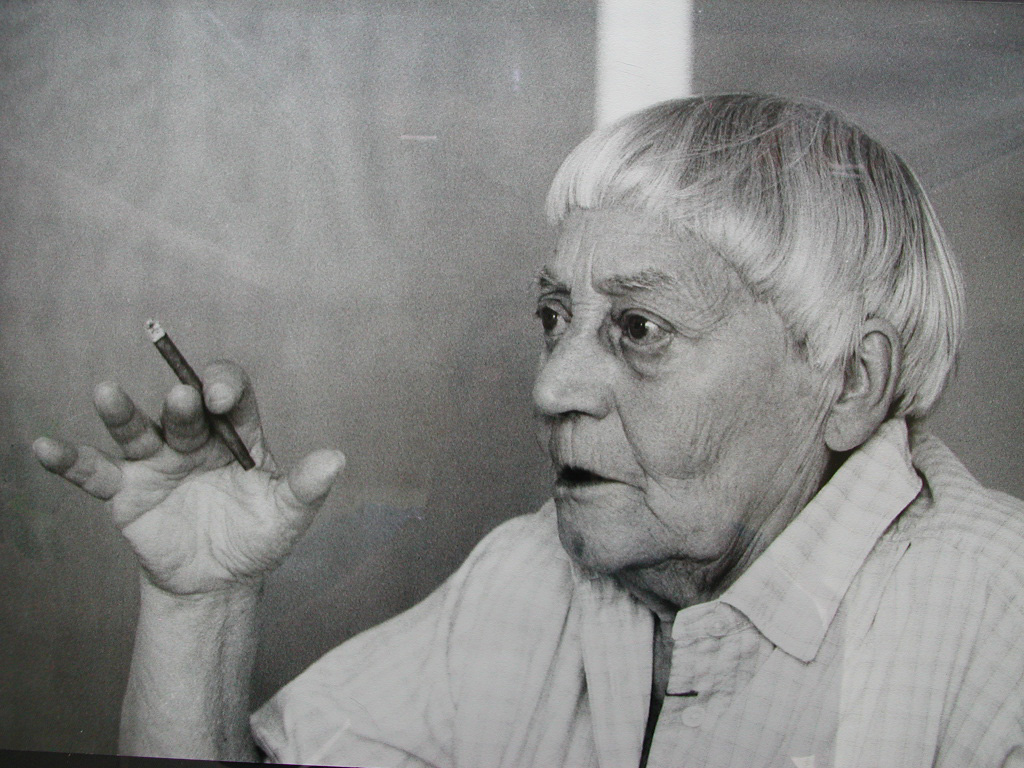
Françoise Mézières (1909-1991)

La méthode Mézières est un système de rééducation et de posturologie conçu par une kinésithérapeute française, Françoise Mézières (1909-1991). 

## Le contexte historique
Il convient de replacer l’œuvre scientifique de Françoise Mézières dans le contexte médical de l’époque.
Fruit de la Seconde Guerre mondiale et de l’épidémie de poliomyélite qui la suivit, la rééducation est naissante en 1945. L’optique de cette kinésithérapie originelle est dictée par la récupération de la force musculaire des grands blessés et des paralysés.
Françoise Mézières fait ses études à l’École française d’orthopédie et de massage de la rue Cujas à Paris, sous la direction de Boris Dolto. Elle obtient son diplôme d’état à la veille de l’évacuation de Paris devant l’avancée des troupes allemandes. Elle y apprend les techniques de l’époque, en particulier la “gymnastique corrective”, fondée exclusivement sur le renforcement musculaire.
Au lendemain de la guerre, l’école de la rue Cujas retrouve sa trace et lui demande de venir enseigner. Au printemps 1947, alors qu’elle vient juste de terminer la rédaction d’un opuscule, une sorte de compilation de la gymnastique médicale de l’époque, elle fait ce qu’elle appellera par la suite son « observation princeps ».

### Observation princeps
Dans les années qui suivent, elle vérifie que son observation princeps a valeur scientifique, c’est-à-dire qu’elle se reproduit immanquablement dans les mêmes conditions d’expérimentation. Aucune étude scientifique n'est cependant parue sur le sujet. En 1949, elle publie « Révolution en gymnastique orthopédique », un article fondateur qui reçoit un accueil mitigé, pour ne pas dire hostile, de la part du monde médical français. Elle quitte la rue Cujas et s’installe en libéral pour mettre en pratique ses principes et continuer sa recherche. Ce n’est que bien plus tard, en 1984, qu’elle énoncera les 6 lois qui expliquent les phénomènes observés lors de l’observation princeps de 1947. Elle élabore une méthode qui, bien que balbutiante, est déjà à ses yeux, plus efficace que les techniques classiques qu’elle enseignait elle-même peu de temps auparavant. Faute de mieux, elle donne son propre nom à sa méthode naissante.

## Critiques
Aucune étude scientifique ne vient étayer ses theories. Des décennies après son apparition, elle fait encore débat et ses détracteurs sont nombreux[réf. nécessaire].